# Cervone, Rozdolne
Cervone (în ucraineană Червоне) este un sat în comuna Botanicine din raionul Rozdolne, Republica Autonomă Crimeea, Ucraina.

## Demografie
Componența lingvistică a localității Cervone
     Tătară crimeeană (60%)
     Rusă (32%)
     Ucraineană (8%)
Conform recensământului din 2001, majoritatea populației localității Cervone era vorbitoare de tătară crimeeană (60%), existând în minoritate și vorbitori de rusă (32%) și ucraineană (8%).